# Нараджан
Нараджан (азерб. Nərəcan) — село и муниципалитет в Хачмазском районе Азербайджана.

## География
Село расположено к северо-западу от города Хачмаз.
Нараджан известен своими обширными персиковыми садами. Они считаются лучшими в Азербайджане.

## История
Согласно сведениям «Кавказского календаря» на 1857 год в селении Нараджанъ проживали «татары»-сунниты (то есть азербайджанцы-сунниты) и разговаривали по-«татарски» (то есть по-азербайджански).
Материалы посемейных списков на 1886 год показывают село Нараджанъ с числом жителей 393 жителей (60 дымов) и все «татары»-сунниты (азербайджанцы-сунниты).

### События в начале XX века
Весной 1918 года во время мартовских событий в Бакинской губернии Нараджан входивший в то время в состав Кубинского уезда как и многие другие села региона подвергся нападениям армянских дашнакских формирований.